# تعريف تقني

التعريف التقني (بالإنجليزية: Technical definition)‏ هو تعريف ضمن التواصل التقني يصف أو يشرح المصطلحات التقنية. تستخدم التعاريف الفنية لتقديم المفردات التي تجعل التواصل في مجال معين مقتضب وخالي من الغموض. على سبيل المثال مصطلح العُرْفُ الحَرْقَفِيّ من المصطلحات الطبية هي قمة التلال في عظم الفخذ (انظر الحَرْقَفَة).

## أنواع التعاريف الفنية
هناك ثلاثة أنواع رئيسية من التعاريف التقنية:

### التعريف المختصر
أمثلة:
- أنيلين، حلقة بنزين مع مجموعة أمين، هي مادة كيميائية متعددة الاستخدامات تستخدم في العديد من التوليفات العضوية.
- جنس النمس القزمي (الاسم العلمي: Helogale) من السموريات ويحتوي على نوعين.

### التعريف الجملي
تظهر هذه التعريفات عمومًا في ثلاثة أماكن مختلفة: داخل النص أو في ملاحظات الهامش أو في مسرد المصطلحات. بغض النظر عن الموضع في المستند ، تتبع معظم التعريفات الجملية الشكل الأساسي للمصطلح والتصنيف وسمات التمييز.

أمثلة:
السلم الكبير هو سلم موسيقي يحتوي على نمط فاصل نصف نغمة 2-2-1-2-2-2-1.
المصطلح: سلم كبير
التصنيف: جداول سلم موسيقي
السمات المميزة: نمط الفاصل النصف الفاصل 2-2-1-2-2-2-1
في الرياضيات ، زمرة أبيلية هي مجموعة تبديلية.
المصطلح: زمرة أبيلية
التصنيف: المجموعات الرياضية
السمات المميزة: تبديل

### التعريف الموسع
عندما يحتاج المصطلح إلى شرح بمزيد من التفصيل والدقة يتم استخدام تعريف موسع. يمكن أن يتراوح حجمه من بضع جمل إلى عدة صفحات. عادة ما يتم العثور على تعريف أقصر في النص ويتم وضع تعريفات طويلة في المسرد. تتطلب المفاهيم المعقدة نسبيًا في الرياضيات تعريفات موسعة يتم فيها الإعلان عن الأشياء الرياضية (على سبيل المثال ، فلنفترض أن «س» هو رقم حقيقي ...) ثم يتم تقييدها وفقًا للشروط (غالباً ما يشار إليها بعبارة : على أنه ).